# Ned Bellamy
Ned Bellamy, ameriški filmski igralec, *7. maj 1957, Dayton, Ohio, Združene države Amerike.

## Filmografija
| Leto      | Naslov                                  | Vloga                        |
| --------- | --------------------------------------- | ---------------------------- |
| 2008–2009 | Terminator: The Sarah Connor Chronicles | Ed Winston                   |
| 2008      | Somrak                                  | Waylon Forge                 |
| 2008      | War, Inc.                               | Ooq-Yu-Fay Taqnufmini/Zubleh |
| 2005      | Gospodarji Dogtowna                     | Peter Darling                |
| 2004      | Žaga                                    | Jeff Ridenhour               |
| 2003      | Runaway Jury                            | Jerome                       |
| 2000      | Charliejevi angelčki                    | Direktor Red Star Systemsa   |
| 1999      | Being John Malkovich                    | Derek Mantini                |
| 1999      | Cradle Will Rock                        | Paul Edwards                 |
| 1994      | Cobb                                    | Ray                          |
| 1994      | Ed Wood                                 | Dr. Tom Mason                |
| 1994      | Kaznilnica odrešitve                    | Youngblood                   |

## Osebno življenje
Ned Bellamy ima brata (Mark Bellany), ki je od leta 2003 do leta 2006 delal kot ambasador v Keniji.